# Raghbir Lal
Raghbir Lal (Rawalpindi, 29. studenog 1929. – Delhi, 7. travnja 2025.) bio je indijski hokejaš na travi. 
Na hokejaškom turniru na Olimpijskim igrama 1952. u Helsinkiju igrajući za Indiju je osvojio zlato. 
4 godine poslije na hokejaškom turniru na Olimpijskim igrama 1956. u Melbourneu igrajući za Indiju je također osvojio zlato. 